# Fujiwara no Michitaka

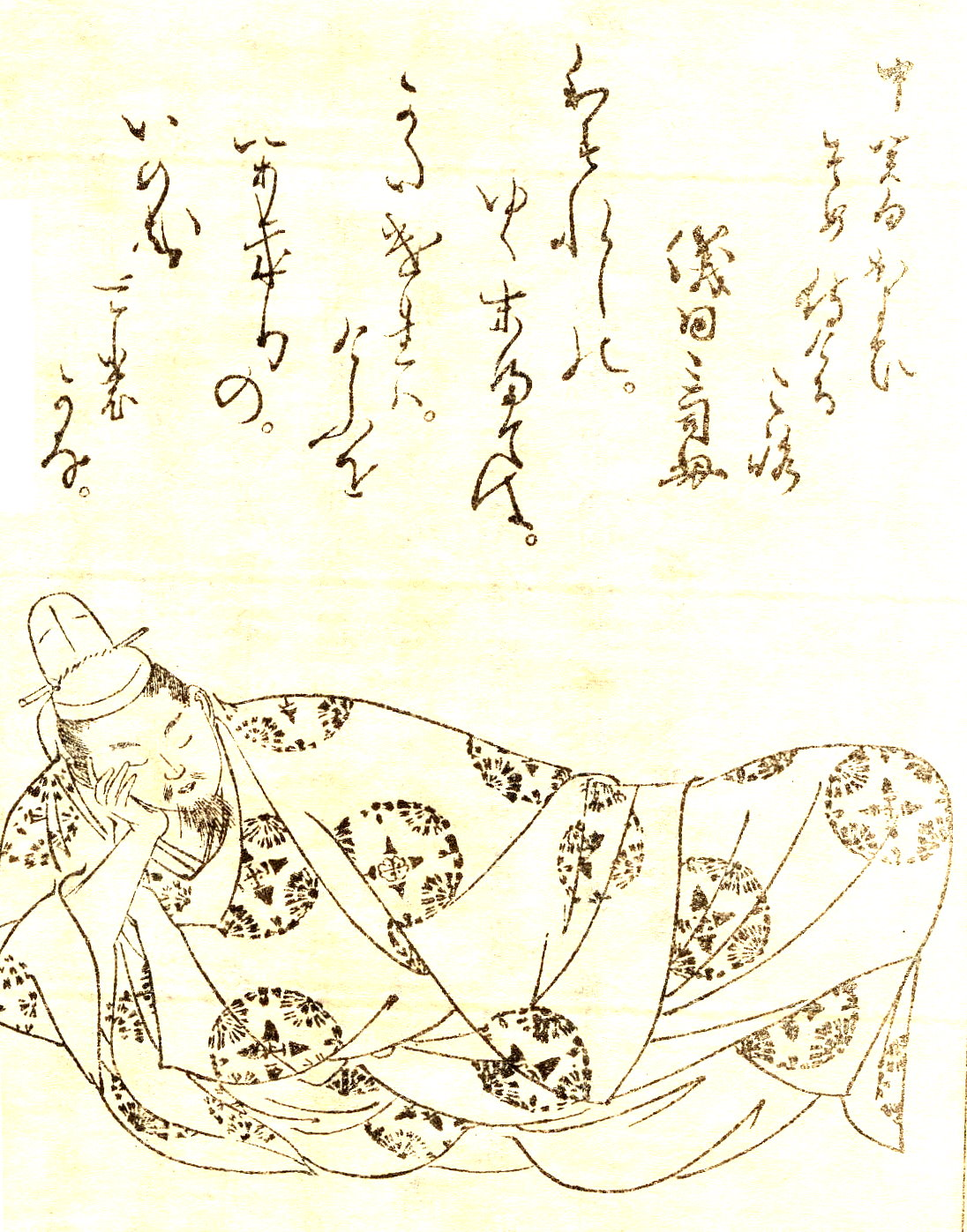
Fujiwara no Michitaka. Zeichnung von Kikuchi Yōsai

Fujiwara no Michitaka (jap. 藤原 道隆; * 953; † 16. Mai 995) war der erste Sohn des Regenten Kaneie und Tokihime, und damit ein Hofadliger (kugyō) in der Heian-Zeit Japans. Michitaka wird manchmal auch Nijō Kampaku (二条 関白) genannt.
Er regierte als Regent für den Kaiser Ichijō Japan:
- vom 8. Mai 990 bis 26. Mai 990 als Kampaku
- vom 27. Mai 990 bis 983 als Sesshō
- von 983 bis 995 als Kampaku

Ichijō heiratete Michitakas Tochter Sadako und festigte so die engen Beziehungen zwischen der kaiserlichen Familie und den Fujiwara.
Zwei Regenten (Michinaga und Michikane) und zwei kaiserliche Gemahlinnen (Chūshi und Senshi) waren unter seinen Geschwistern. Michikane folgte ihm unmittelbar im Amt nach.